# Octonoba kentingensis
Espèce
Octonoba kentingensis est une espèce d'araignées aranéomorphes de la famille des Uloboridae.

## Distribution
Cette espèce est endémique de Taïwan.

## Étymologie
Son nom d'espèce, composé de kenting et du suffixe latin -ensis, « qui vit dans, qui habite », lui a été donné en référence au lieu de sa découverte, le parc national de Kenting.

## Publication originale
- Yoshida, 2012 : The spider family Uloboridae (Arachnida: Araneae) from Taiwan. Bulletin of the Yamagata Prefectural Museum, vol. 30, p. 29-36.